# Sintone
Il sintone è un concetto introdotto da Elias James Corey nell'ambito dell'analisi retrosintetica. Rappresenta una unità strutturale all'interno di una molecola che in seguito a una reazione chimica è convertibile nel prodotto desiderato.

## Esempio

Analisi retrosintetica dell'acido fenilacetico

Per la sintesi dell'acido fenilacetico è possibile identificare, tramite l'analisi retrosintetica, due sintoni: il gruppo "-COOH" e il gruppo "PhCH2+". Nessuno di questi due rappresenta una specie reale, ma l'anione cianuro e il bromuro di benzile sono due equivalenti sintetici che possono essere utilizzati per ottenere il prodotto finale desiderato.
La sintesi dell'acido fenilacetico può essere quindi realizzata attraverso i seguenti due stadi che implicano rispettivamente una sostituzione nucleofila e una successiva idrolisi:

## Sintoni comuni
- Sintoni C1 ‒ biossido di carbonio, monossido di carbonio, cianuro
- Sintoni C2 ‒ acetilene, acetaldeide
- Sintone -C2H4OH ‒ ossido di etilene
- Sintoni carbocationici (sintoni accettori) ‒ alogenuri alchilici
- Sintone carbanionici (sintoni donatori) ‒ reattivi di Grignard, composti litiorganici, acetiluri